# 하바바바스
하바바바스(영어: Hubba Bubbas 허바버바스[*], HBBBS)는 싱가포르의 혼성 팝 어쿠스틱 트리오로 2011년 6월 결성되었다. 멤버는 전원 중국계 싱가포르인으로 리드 보컬 담당인 스테퍼니 림(Stephanie Lim), 기타와 서브 보컬 담당인 라이언 챈(Ryan Chan), 비트박스와 서브 보컬 담당인 멀빈 예(Mervyn Ye)이다.
밴드명은 라이언의 어린 조카에게 밴드 이름을 무엇으로 정할 지를 고민하던 도중에 '허바버바'(hubba-bubba)라고 대답한 것에서 유래되었다고 한다. 현재 싱가포르를 중심으로 음악 활동을 전개하고 있으며 동남아시아 및 국내외 다양한 음악 페스티벌에서 공연을 펼치고 있다. 2019년 7월에는 2집 EP 앨범 'Sunset In My Pocket'(주머니 속 노을)를 발매했다.

## 구성원
멤버들은 고등학교 친구들이다.  초창기에는 아카펠라 그룹으로 거리에서 공연을 하기 시작했다. 리드 보컬 담당 멤버인 스테퍼니 림(Stephanie Lim)은 캐나다 브리티시컬럼비아 대학교를 졸업하고 캐나다-싱가포르 이중 국적을 가지고 있었으나 밴드에 참여하면서 캐나다 국적을 포기했다. 라이언 챈(Ryan Chan)은 기타와 서브 보컬 담당 멤버이고 멀빈 예(Mervyn Ye)는 비트 박스와 서브 보컬 담당 멤버이다. 

## 음악 목록
- Hubba-Christmas 하바 크리스마스(2013)
- Amy(gdala) 아미그달라 (2016)
- Sunset in My Pocket 주머니속 노을 (2019)

### 미니 앨범
| 년     | 타이틀 곡         | 앨범명               | 기획사        | 수록곡                   |
| ------ | ----------------- | -------------------- | ------------- | ------------------------ |
| 2016년 | 어드레스(Address) | Amy(dala) 아미그달라 | 우마미 레코드 | Address                  |
| 2016년 | 어드레스(Address) | Amy(dala) 아미그달라 | 우마미 레코드 | Infinite Hand Hug Loop   |
| 2016년 | 어드레스(Address) | Amy(dala) 아미그달라 | 우마미 레코드 | Brave Is a State of Mind |
| 2016년 | 어드레스(Address) | Amy(dala) 아미그달라 | 우마미 레코드 | Can I Sit with You       |
| 2016년 | 어드레스(Address) | Amy(dala) 아미그달라 | 우마미 레코드 | Dancing on the World     |
| 2016년 | 어드레스(Address) | Amy(dala) 아미그달라 | 우마미 레코드 | How to Stop a Night Mare |

## 수상 & 주요 공연
- 2019년 싱가포르 유스 뮤직 어워드 - Best Cover Artist 수상[5]
- 2018년 9월 인터내셔널 라이브 뮤직 페스티벌 Music Matters 공연[6]
- 2017년 9월  국제 라이브 뮤직 페스티벌 잔다리 페스타[7]
- 2017년 7월 샤인 페스티벌 한국 & 싱가포르 인디 밴드 콜라보 '단짠 데이트' 초대 밴드[8]
- 2016년 8월 싱가포르 나이트 페스티벌[9]
- 2015년 동남아시아 경기 대회(South East Asian Game)& ASEAN 장애인 경기 대회(Para Game) 오프닝 공연[10]

## 관련 영상
- 아리아나 그란데 One Last Time 커버
- Sia 샹들리에 커버